# Marieke van Doorn
Marieke Birgitta van Doorn (Róterdam, 15 de junio de 1960) es una exjugadora neerlandesa de hockey sobre césped.

## Trayectoria
van Doorn tuvo su debut olímpico en Los Ángeles 1984. En el certamen obtuvo la primera medalla de oro de su selección. En Seúl 1988 obtuvo la medalla de bronce, al derrotar a Reino Unido en el partido por el tercer lugar.